# برنامه‌نویسی داده‌محور

### زبان‌های برنامه‌نویسی جریان داده
در برنامه‌نویسی کامپیوتر، زبان‌های برنامه‌نویسی جریان داده به زبان‌هایی گفته می‌شود که از آن‌ها برای مدیریت و پردازش جریان‌های داده استفاده می‌شود. این زبان‌ها به ما کمک می‌کنند تا داده‌ها را به صورت پیوسته از یک مرحله به مرحله دیگر بفرستیم و پردازش کنیم.

#### این زبان‌ها چه ویژگی‌هایی دارند؟
زبان‌های جریان داده معمولاً این ویژگی‌ها را دارند:
1. تمرکز روی داده‌ها: عملیات‌ها براساس حرکت داده‌ها از یک بخش به بخش دیگر انجام می‌شود.
2. پردازش همزمان: این زبان‌ها به‌طور طبیعی می‌توانند چند کار را همزمان انجام دهند.
3. سادگی در نمایش: نحوه کار این زبان‌ها به صورت نمودار نشان داده می‌شود که فهم آن را ساده‌تر می‌کند.

#### پردازش همزمان (Parallel Processing) چیست؟
پردازش همزمان یعنی چند کار به طور همزمان توسط چند پردازنده (CPU) انجام شود. این کار باعث می‌شود برنامه‌ها سریع‌تر اجرا شوند. به زبان ساده، یک کار بزرگ به بخش‌های کوچکتر تقسیم می‌شود و هر بخش در یک پردازنده اجرا می‌شود.

#### مزایا و محدودیت‌ها
مزایا:
- اجرای سریع‌تر برنامه‌ها.
- مناسب برای کارهایی که داده‌های زیادی دارند.
- ساده‌تر شدن کار با داده‌ها.

محدودیت‌ها:
- ممکن است برای همه نوع پروژه‌ها مناسب نباشند.
- یادگیری آن‌ها می‌تواند کمی زمان‌بر باشد.

#### کجا استفاده می‌شوند؟
این زبان‌ها در جاهایی استفاده می‌شوند که باید داده‌ها به‌سرعت و به‌طور مداوم پردازش شوند، مثل:
- تحلیل داده‌های بزرگ.
- پردازش تصاویر و ویدیوها.
- برنامه‌هایی که باید خیلی سریع پاسخ دهند، مثل سیستم‌های صنعتی.

برخی از زبان‌های معروف در این زمینه عبارتند از:
- LabVIEW: برای کارهای صنعتی.
- StreamIt: برای پردازش سریع داده‌ها.
- Apache Flink: برای کار با داده‌های بسیار بزرگ.

## مربوط به پارادایم
در برنامه‌نویسی کامپیوتر، زبان‌های برنامه‌نویسی جریان داده به زبان‌هایی گفته می‌شود که برای مدیریت و پردازش جریان‌های داده استفاده می‌شوند. این زبان‌ها به ما کمک می‌کنند تا داده‌ها را به‌صورت پیوسته از یک مرحله به مرحله دیگر منتقل کرده و پردازش کنیم.

#### پارادایم برنامه‌نویسی چیست؟
پارادایم برنامه‌نویسی یک سبک یا رویکرد برای نوشتن و طراحی برنامه‌ها است. این پارادایم‌ها به ما کمک می‌کنند تا با دیدگاه مشخص و اصول خاصی برنامه‌نویسی کنیم. هر پارادایم برای حل نوع خاصی از مسائل مناسب‌تر است.
برخی از معروف‌ترین پارادایم‌های برنامه‌نویسی عبارتند از:
- برنامه‌نویسی دستوری (Imperative): تمرکز روی مراحل انجام کار و نحوه اجرای آن.
- برنامه‌نویسی شیءگرا (Object-Oriented): تمرکز روی اشیاء و ارتباط آن‌ها.
- برنامه‌نویسی تابعی (Functional): تمرکز روی توابع ریاضی و تبدیل داده‌ها.
- برنامه‌نویسی جریان داده (Dataflow): تمرکز روی جریان داده‌ها و نحوه پردازش آن‌ها.

#### پارادایم جریان داده
زبان‌های برنامه‌نویسی جریان داده در پارادایم جریان داده قرار می‌گیرند. در این پارادایم:
- داده‌ها از یک عملیات به عملیات دیگر منتقل می‌شوند.
- برنامه به شکل یک نمودار جریان داده نمایش داده می‌شود.
- هر گره در این نمودار نشان‌دهنده یک عملیات است و هر خط ارتباطی نشان‌دهنده جریان داده‌ها بین عملیات‌ها.

این پارادایم به‌ویژه برای کارهایی که نیاز به پردازش بلادرنگ (Real-Time) دارند، بسیار مفید است.

#### چرا پارادایم جریان داده اهمیت دارد؟
این پارادایم به دلیل ویژگی‌های زیر اهمیت زیادی دارد:
1. قابلیت پردازش موازی: به‌راحتی می‌توان عملیات‌های مختلف را به‌طور همزمان اجرا کرد.
2. ساده‌سازی طراحی برنامه‌ها: برنامه‌نویسان می‌توانند به‌جای تمرکز بر نحوه اجرای دستورات، روی جریان داده‌ها تمرکز کنند.
3. انعطاف‌پذیری بالا: این پارادایم در بسیاری از کاربردها، از تحلیل داده‌های بزرگ گرفته تا سیستم‌های بلادرنگ، قابل استفاده است.

#### مثال از زبان‌های جریان داده
برخی از زبان‌های معروف در این پارادایم عبارتند از:
- LabVIEW: که برای طراحی سیستم‌های کنترلی و اندازه‌گیری استفاده می‌شود.
- StreamIt: که برای پردازش داده‌های بلادرنگ طراحی شده است.
- Apache Flink: که برای تحلیل جریان داده‌های عظیم در سیستم‌های توزیع‌شده استفاده می‌شود.

## زبان‌های برنامه‌نویسی داده محور
در کنار زبان‌های برنامه‌نویسی جریان داده، زبان‌های برنامه‌نویسی داده‌محور یکی از دسته‌های مهم در دنیای برنامه‌نویسی هستند. این زبان‌ها برای کار با داده‌ها طراحی شده‌اند و تمرکز اصلی آن‌ها بر مدیریت، تحلیل و پردازش داده‌هاست.

#### زبان‌های داده‌محور چیستند؟
این زبان‌ها بر اساس این ایده کار می‌کنند که داده‌ها عنصر اصلی برنامه هستند. برنامه‌ها طوری نوشته می‌شوند که عملیات بر روی داده‌ها، مانند جستجو، مرتب‌سازی یا تحلیل، به‌سادگی انجام شود.

#### ویژگی‌های زبان‌های داده‌محور
1. تمرکز بر داده‌ها: همه چیز حول محور داده‌ها و نحوه پردازش آن‌هاست.
2. سادگی در کار با داده‌های بزرگ: ابزارهای قوی برای کار با مجموعه‌های داده حجیم ارائه می‌دهند.
3. کاربرد گسترده در سیستم‌های توزیع‌شده: این زبان‌ها اغلب برای پردازش داده‌های پراکنده در سیستم‌های بزرگ طراحی شده‌اند.

#### تفاوت با زبان‌های جریان داده
- زبان‌های داده‌محور بیشتر روی داده‌های ذخیره‌شده (مانند پایگاه‌های داده) تمرکز دارند.
- زبان‌های جریان داده به پردازش بلادرنگ داده‌هایی که به‌طور مداوم از ورودی‌ها وارد می‌شوند اختصاص دارند.

#### کاربردهای زبان‌های داده‌محور
1. بانک‌های اطلاعاتی: زبان‌هایی مانند SQL برای مدیریت و جستجو در پایگاه‌های داده.
2. تحلیل داده‌های بزرگ: ابزارهایی مانند Apache Spark و Hadoop.
3. تحلیل آماری و علمی: زبان‌هایی مانند R و Python.

#### مثال‌های واقعی
1. SQL (Structured Query Language):
  - کاربرد: جستجو و مدیریت داده‌ها در پایگاه‌های اطلاعاتی.
  - مثال:SELECT name, age FROM users WHERE age > 30;
اگر بخواهید فهرست کاربرانی را که سن آن‌ها بالای ۳۰ سال است از یک پایگاه داده دریافت کنید:
2. Python (کتابخانه Pandas):
  - کاربرد: تحلیل و پردازش داده‌ها در فایل‌های CSV یا دیتاست‌ها.
  - مثال:import pandas as pd

data = pd.read_csv('users.csv')
average_age = data['age'].mean()
print("میانگین سن کاربران:", average_age)
اگر بخواهید میانگین سنی کاربران را از یک فایل CSV محاسبه کنید:
3. Apache Spark:
  - کاربرد: پردازش داده‌های عظیم در سیستم‌های توزیع‌شده.
  - مثال:from pyspark.sql import SparkSession

spark = SparkSession.builder.appName("Website Visits").getOrCreate()
logs = spark.read.csv('weblogs.csv')
visit_count = logs.groupBy('page').count()
visit_count.show()
اگر بخواهید تعداد بازدیدهای یک وب‌سایت را از یک مجموعه داده عظیم محاسبه کنید:
4. R:
  - کاربرد: تحلیل داده‌های آماری و مدل‌سازی.
  - مثال:sales <- c(100, 200, 300, 400)
plot(sales, type="o", col="blue", xlab="ماه‌ها", ylab="فروش")
اگر بخواهید نموداری از داده‌های فروش رسم کنید:

#### چرا زبان‌های داده‌محور اهمیت دارند؟
- افزایش روزافزون داده‌ها در جهان نیاز به ابزارهایی دارد که بتوانند داده‌ها را سریع و دقیق مدیریت کنند.
- این زبان‌ها به تحلیل‌گران و برنامه‌نویسان کمک می‌کنند تا از داده‌ها برای تصمیم‌گیری بهتر استفاده کنند، مثل پیش‌بینی رفتار کاربران یا تحلیل روندهای بازار

- AWK[۱]
- OZ
- Perl – برنامه‌نویسی داده-محور در AWK و sed یکی از پارادایم‌های پشتیبانی شده توسط Perl هستند
- sed